# Carlos Krause
Carlos Krause (* 1936 in Hamburg) ist ein deutscher Opernsänger (Bariton).

## Leben
Krause begann nach der Mittleren Reife eine Ausbildung als Schiffsmakler. Nachdem er bereits als Schüler im Hauptchor der Hamburgischen Staatsoper gesungen hatte, wurde er 1956 als Chorist an diesem Hause engagiert. In der Spielzeit 1962/1963 ging er als Bassist nach Kaiserslautern. Von 1965 bis 1967 war er Mitglied am Landestheater Detmold. 1967 wechselte er nach Mainz. 1975 kam er an die Frankfurter Oper, wo er unter anderem den Saretzki in Eugen Onegin, den Kruschina in Die verkaufte Braut, den Geronte in Manon Lescaut und den Pistola in Falstaff sang. 1993 wurde er zum Kammersänger ernannt. 2001 schied er aus dem Ensemble der Frankfurter Oper aus.
2006 feierte er sein 50-jähriges Bühnenjubiläum. In diesen 50 Jahren sang er ungefähr 400 Partien in über 5000 Vorstellungen.
Seit 1990 leitet er ehrenamtlich als Intendant und Spiritus rector die insbesondere wegen ihrer qualifizierten Nachwuchsförderung inzwischen bundesweit beachtete Opernakademie Bad Orb. 2013 inszenierte er in Bad Orb die Oper Hänsel und Gretel von Engelbert Humperdinck.
2005 wurde er zum Ehrenbürger der Kurstadt Bad Orb ernannt. Er ist Träger des Kulturpreises des Main-Kinzig-Kreises.